# فيلي لويس (موزع)
فيلي لويس (بالإنجليزية: Willie Lewis)‏ هو عازف جاز أمريكي، ولد في 10 يونيو 1905 في كيلبورن في الولايات المتحدة، وتوفي في 13 يناير 1971 في نيويورك في الولايات المتحدة.

## وصلات خارجية
- ويلي لويس على موقع ميوزك برينز (الإنجليزية)
- ويلي لويس على موقع أول ميوزيك (الإنجليزية)
- ويلي لويس على موقع ديسكوغز (الإنجليزية)